# どすこい!すけひら
『どすこい!すけひら』は、たむら純子による日本の漫画。『Hot-Dog PRESS』にて連載。
2019年に実写映画版が公開。

## 登場人物
助平綾音（すけひら あやね）
本作の主人公。
湊 拓巳（みなと たくみ）
人気アイドル。
馬渕 隼人（まぶち はやと）
拓巳にライバル心を抱く。
藤代 あい（ふじしろ あい）
拓巳の恋人。
フレッド
拓巳の大ファンであり、綾音の理解者のオカマ。
横濱健二
彩音が働くエステのVIP客。

## 書誌情報

### 単行本
- たむら純子 『どすこい!すけひら』 講談社、既刊3巻（2018年9月28日現在）
  1. 2018年9月28日発売、ASIN B07HMVK41C
  2. 2018年9月28日発売、ASIN B07HMVVYNB
  3. 2018年9月28日発売、ASIN B07HMVZ1Q1

## 実写映画
知英主演で実写映画化され、2019年11月1日よりシネ・リーブル池袋他にて公開。

### キャスト
- 助平綾音：知英
- 湊拓巳：草川拓弥
- 馬渕隼人：金子大地
- 藤代あい：松井愛莉
- 池端レイナ
- 富田望生
- 富山えり子
- 水島麻理奈
- イタリア人医師：パンツェッタ・ジローラモ（友情出演）
- フレッド：りゅうちぇる
- 横濱健二：竹中直人

### スタッフ
- 原案：清智英
- 原作：たむら純子「どすこい!すけひら」(講談社「Hot-Dog PRESS」連載）
- 監督：宮脇亮
- 脚本：鹿目けい子
- 音楽：福廣秀一朗
- 主題歌：超特急「DON'T STOP恋」（スターダストレコーズ)
- エグゼクティブプロデューサー：岡本東郎
- プロデューサー：行実良、高石明彦、古林都子
- アソシエイトプロデューサー：三宅亜実、木村綾乃
- 配給：アークエンタテインメント
- 配給協力：イオンエンターテイメント
- 宣伝：ギグリーボックス
- 制作プロダクション：The icon
- 製作幹事：VAP
- 製作：2019劇場版「どすこい!すけひら」製作委員会